# Pozzo della Chiana
Pozzo della Chiana è una frazione del comune di Foiano della Chiana, situato in provincia di Arezzo nella Toscana. Dista da quest'ultimo circa 5 km.

## Architetture religiose

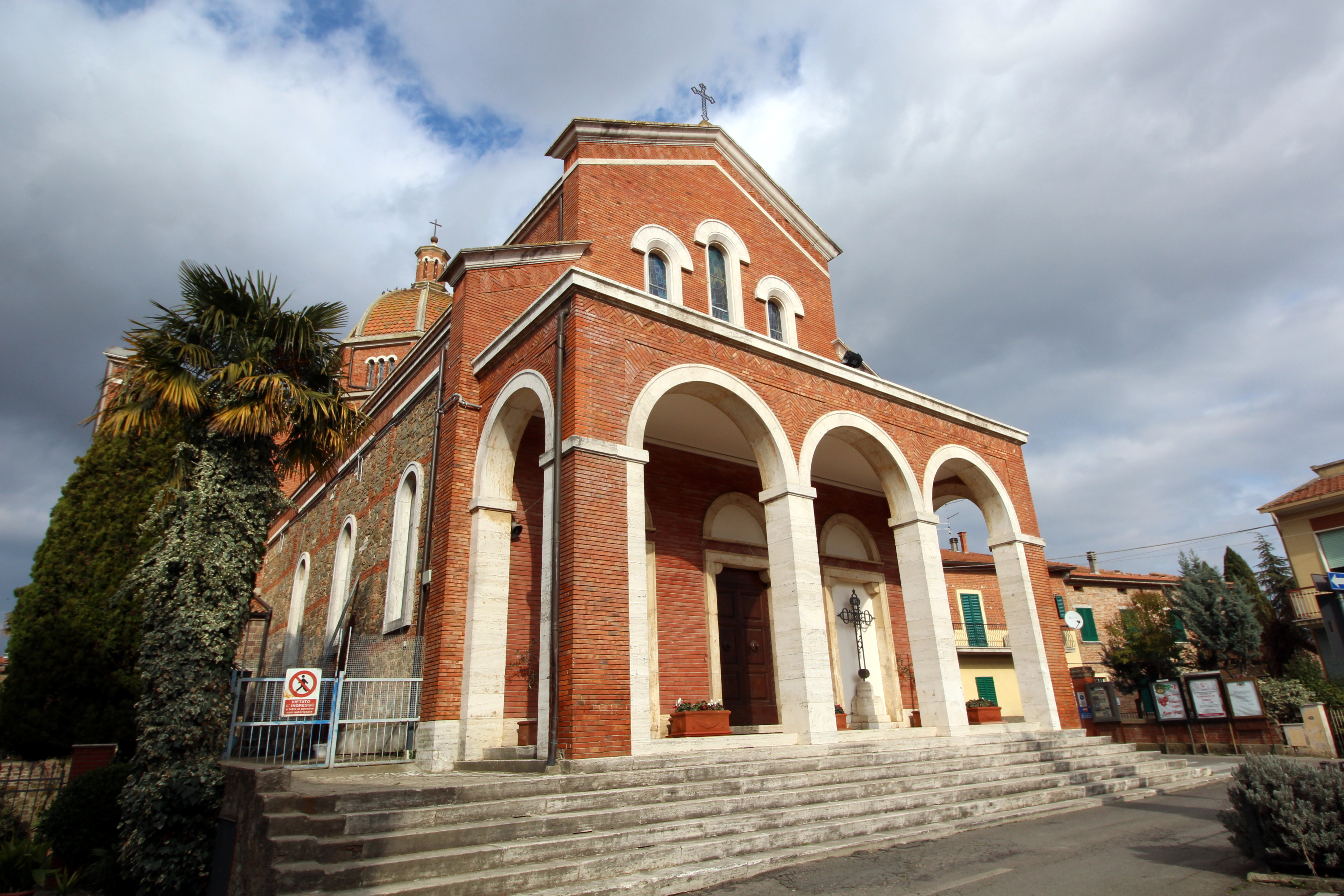
La chiesa parrocchiale di San Biagio

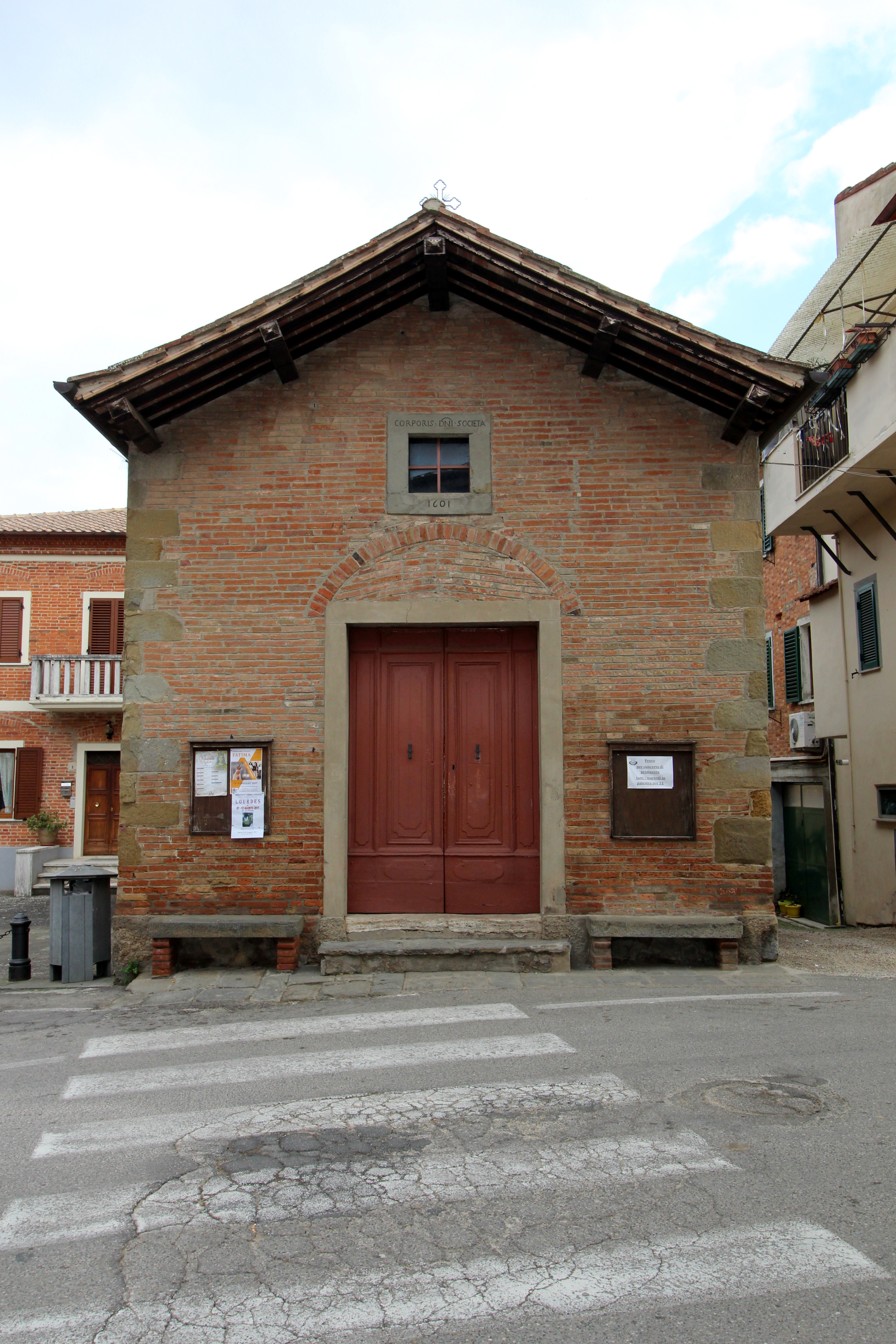
L'oratorio del Santissimo Crocifisso

È presente un unico edificio religioso: la chiesa parrocchiale di San Biagio, situata in via del Calcinaio e facente parte della diocesi di Arezzo-Cortona-Sansepolcro.
È presente un'altra struttura religiosa molto importante: il tempio di Santo Stefano della Vittoria (oggi circondato da uno dei cimiteri comunali) commissionato a Giorgio Vasari da Cosimo I de' Medici per la celebrare la vittoria nella battaglia di Scannagallo.

## Cultura
Ogni anno a Pozzo della Chiana si svolge la manifestazione del Premio Valentina Giovagnini dedicato alla memoria della cantante, originaria di questo paese.